# Hogna pulloides
Hogna pulloides là một loài nhện trong họ Lycosidae.
Loài này thuộc chi Hogna. Hogna pulloides được Embrik Strand miêu tả năm 1908.